# Konrad Gericke
Konrad Gericke (* 14. Oktober 1904 in Tegel bei Berlin; † 6. Oktober 1980) war ein deutscher Schauspieler, Dramaturg und Theaterintendant. Gericke war Parteifunktionär der DDR-Blockpartei NDPD sowie Funktionär des Kulturbundes zur demokratischen Erneuerung Deutschlands und der Nationalen Front des demokratischen Deutschland.

## Leben
Gericke, Sohn eines Landwirts, besuchte in Berlin die Oberrealschule und erlernte zunächst des Beruf eines Bankkaufmanns. Später erhielt er eine schauspielerische Ausbildung bei Professor Ferdinand Gregori. Ab 1925 war er als Schauspieler, Spielleiter und Dramaturg tätig. Er hatte Engagements unter anderem in Detmold, Halberstadt, Magdeburg, Zwickau, Osnabrück, Berlin, Annaberg, Eisenach, Dresden sowie Gotha.
1949 trat Gericke der NDPD bei und wurde Vorsitzender des Kreisverbandes Erfurt der NDPD sowie Stadtverordneter in Erfurt. Hier leitete er zuletzt die Schauspielabteilung am Thüringischen Landeskonservatorium. Von 1951 bis 1954 war Gericke Intendant des Stadttheaters Cottbus und anschließend von 1954 bis 1960 Intendant des Friedrich-Wolf-Theaters in Neustrelitz. Ab Ende 1960 war er Dozent an der Theaterhochschule Leipzig.
Während seiner Zeit in Cottbus war er auch Vorsitzender der Bezirksleitung Cottbus des Kulturbundes zur demokratischen Erneuerung Deutschlands. Von 1954 bis 1960 war Gericke Abgeordneter des Bezirkstages Neubrandenburg und Erster Vorsitzender des Bezirksausschusses Neubrandenburg der Nationalen Front. Gericke gehörte auch zeitweise dem Hauptausschuss der NDPD an.

## Auszeichnung
- Ernst-Moritz-Arndt-Medaille